# 蘇利米 (羅姆內區)
50°57′28″N 33°29′7″E / 50.95778°N 33.48528°E
蘇利米（烏克蘭語：Сулими）是位於烏克蘭東北部的村莊，由蘇梅州羅姆內區的赫梅利夫市鎮負責管轄。該村處於比什金河畔，分別距離科諾瓦利、澤爾卡利卡2公里和斯米萊4.5公里，海拔高度166米，2001年人口488。